# Rosca macho
Macho é uma ferramenta similar a uma broca utilizada para fazer roscas (BSW, BSP, UNC, UNF, NPT, métrico entre outras). Pode ser fabricado em aço rápido, aço carbono, aço cobalto; é vendido em jogos de 2 ou 3 peças, podendo, algumas vezes, adquirir apenas o macho do jogo.
Os jogos de machos são classificados como:
Seriado - há uma ordem correta para a utilização dos mesmos
Completo - não importa a ordem
Blue - funciona como o jogo inteiro, é mais barato.